# Santander (Spania)
Santander este un oraș în Spania. Este capitala regiunii Cantabria, din nordul peninsulei Iberice.

## Personalități născute aici
- Marcelino Menéndez y Pelayo (1856 - 1912), critic literar, scriitor;
- Gerardo Diego (1896 - 1987), poet;
- Matilde Camus (1919 - 2012), poetă;
- Iván Helguera (n. 1975), fotbalist;
- Sergio Canales (n. 1991), fotbalist.